# Yên Kỳ, Tân Cương
Huyện tự trị dân tộc Hồi-Yên Kỳ (tiếng Trung: 焉耆回族自治县; bính âm: Yānqí Huízú Zìzhìxiàn) là một huyện tự trị của Châu tự trị dân tộc Mông Cổ Bayin'gholin, khu tự trị Tân Cương, Trung Quốc.

### Trấn
- Yên Kỳ (焉耆镇)
- Thất Cá Tinh (七个星镇)
- Vĩnh Ninh (永宁镇)
- Tứ Thập Lý Thành Tử (四十里城子镇)

### Hương
- Bắc Đại Cừ (北大渠乡)
- Ngũ Hiệu Cừ (五号渠乡)
- Tra Hãn Thải Khai (查汗采开乡)
- Bao nhĩ Hải (包尔海乡)